# Millie Cheater
Millicent Maud Cheater (bürgerlich Millicent Maud Cousins, * 20. November 1927 in Winnipeg; † 20. Januar 2003 in Vancouver) war eine kanadische Leichtathletin.

## Karriere
1947 wurde sie Kanadische Meisterin im 60-Meter-Lauf, im Jahr darauf belegte sie über 200 Meter den zweiten Platz und über 100 Meter wurde sie Dritte.
Sie startete für Kanada bei den Olympischen Spielen 1948 in London im 100-Meter-Lauf und über 200 Meter. In beiden Wettbewerben schied sie im Vorlauf aus.
Ihre persönliche Bestzeit von 12,2 s über 100 Meter stammt aus dem Jahr 1947. Über 200 Meter lief sie ihre beste Zeit 1948: 25,9 s.